# Грималди (династија)
Династија Грималди је била династија италијанског поријекла која је владала у периоду од 1297. године до 1731. године, када је умро посљедњи члан ове породице. Након његове смрти, на власт долази династија Матињон-Грималди која је владала до 1949. године. Данас Монаком влада династија Полињак-Грималди. 

## Грималди
Оснивач династије је женевски дипломата Грималдо Канела. Грималдо је дуги низ година био посланик из Ђенове (1160, 1170, 1184). Захваљујући помоћи својих унука, који су трговали са многим медитеранским земљама, породица Грималди постаје најугледнија породица у Ђенови. У страху од узимања великог богатства од стране супарника из Ђенове, породица Грималди ступа у многе савезе гдје своје интересе брани оружјем. Након пораза савезника и њиховог протјеривања из Ђенове, савезници беже у Провансу и Лигурију. Породица Грималди потписује споразум са Карлом I, краљем Напуља и грофом Провансе, да поврате Ђенову и свој углед. Године 1395. Грималдијеви су искористили унутрашње немире у Ђенови и освојили Монако. Из династије Грималди произашли су многи дуждови, кардинали, министри и официри.